# MOL Liga 2010/2011
MOL Liga 2010/2011 var den tredje säsongen av MOL Liga, en internationell ishockeyserie för lag från Ungern och Rumänien. Ligan bestod av nio lag, varav sex från Ungern och tre från Rumänien, som totalt spelade 32 omgångar i grundserien. De sju främsta gick direkt till kvartsfinal, medan de två sämsta spelade playoff om en plats i kvartsfinalerna.

## Grundserien
|    | MOL Liga                     | SM | V  | ÖTV | ÖTF | F  | GM  | IM  | MS   | P  |
| -- | ---------------------------- | -- | -- | --- | --- | -- | --- | --- | ---- | -- |
| 1. | Csíkszereda                  | 32 | 21 | 4   | 1   | 6  | 161 | 73  | +88  | 72 |
| 2. | DAB-Docler                   | 32 | 22 | 1   | 2   | 7  | 170 | 85  | +85  | 70 |
| 3. | Miskolci Jegesmedvék         | 32 | 19 | 3   | 3   | 7  | 163 | 96  | +67  | 66 |
| 4. | Budapest Stars               | 32 | 19 | 2   | 2   | 9  | 136 | 75  | +61  | 63 |
| 5. | Ferencvárosi                 | 32 | 16 | 1   | 2   | 13 | 128 | 117 | +11  | 52 |
| 6. | Fenestela Brasov             | 32 | 14 | 0   | 4   | 14 | 116 | 103 | +13  | 46 |
| 7. | Alba Volán Székesfehérvár II | 32 | 8  | 4   | 0   | 20 | 97  | 148 | –51  | 32 |
|    |                              |    |    |     |     |    |     |     |      |    |
| 8. | Steuea Bukarest              | 32 | 8  | 1   | 2   | 21 | 91  | 161 | –70  | 28 |
| 9. | Újpesti                      | 32 | 1  | 0   | 0   | 31 | 68  | 272 | –204 | 3  |

## Slutspel

### Playoff
- Steuea Bukarest – Újpesti 0–2 i matcher

### Kvartsfinal
- Csíkszereda – Újpesti 3–0 i matcher
- DAB-Docler – Alba Volán Székesfehérvár II 3–0 i matcher
- Miskolci Jegesmedvék – Fenestela Brasov 3–1 i matcher
- Budapest Stars – Ferencvárosi 3–0 i matcher

### Semifinal
- Csíkszereda – Budapest Stars 3–1 i matcher
- DAB-Docler – Miskolci Jegesmedvék 3–0 i matcher

### Final
- Csíkszereda – DAB-Docler 4–1 i matcher